# Tropidauchen aelleni
Tropidauchen aelleni is een rechtvleugelig insect uit de familie Pamphagidae. De wetenschappelijke naam van deze soort is voor het eerst geldig gepubliceerd in 1952 door Dirsh.